# مقاطعة إيتاوامبا (مسيسيبي)
مقاطعة إيتاوامبا (بالإنجليزية: Itawamba County, Mississippi)‏ هي إحدى مقاطعات ولاية مسيسيبي في الولايات المتحدة. ، بلغ عدد سكانها 23401 نسمة في عام 2010 حسب إحصاء مكتب تعداد الولايات المتحدة .

## أعلام
- جون إي. رانكين
- فينيه إل. بيتس
- والتر وليامز

## وصلات خارجية
- United States Counties